# Aplysina archeri
Aplysina archeri — вид губок родини Aplysinidae. Поширений в західній частині Атлантичного океану: у Карибському морі, на Багамах, біля узбережжя Флориди та острова Бонайре.

## Опис
Утворює довгу циліндричну трубчасту структуру, заввишки до 1,5 м і завтовшки до 8 см. Росте групами до 20 трубок, хоча трапляються і поодинокі губки. Трубки бувають різних кольорів, включаючи лавандовий, рожевий, сірий і коричневий.

## Спосіб життя
Харчується мікроскопічним планктоном і детритом, фільтруючи їх з води. Розмножується як безстатевим, так і статевим способом. Ці губки ростуть сотні років і не припиняють рости, поки не вмирають.